# Mosquée de Lalla Ghriba (Tlemcen)
La mosquée de Lalla Ghriba (arabe : مسجد لالة غريبة), également connue sous le nom de la mosquée d'El-Korran, est une petite mosquée située dans la medina antique de Tlemcen, à Derb Es-Sbabet (ruelle des chaussures), dans le quartier d'El Korran. L'histoire de cet édifice est très peu connue.

## Histoire

### Lalla Ghriba
Dans la culture populaire maghrébine, Lalla Ghriba (dame étrangère) est une légende et un mythe entourant une femme qui fut à la fois sainte et croyante. Ses dévotions touchèrent tellement la Divinité qu'elle reçut le don des miracles. On raconte qu'elle pouvait accomplir des merveilles et qu'elle fut inhumée près de cette mosquée à Tlemcen. Selon la tradition, elle apparaît la nuit dans le quartier d'El Korran, son fantôme blanc se déplaçant entre les maisons, prophétisant les malheurs à venir pour leurs habitants,. Une autre mosquée à Fès, au Maroc, et une synagogue à Djerba, en Tunisie, portent aussi le nom de cette figure mythique,.

### Donation de la mosquée
Le chercheur français Charles Brosselard a mentionné l'existence d'une plaque écrite en calligraphie maghrébine, composée de 32 lignes, décrivant toutes les propriétés et dotations islamiques (waqf) telles que maisons, magasins et livres destinés au service de la mosquée. Il a estimé que la plaque avait au moins deux siècles. Son contenu a été entièrement publié en 1876 dans la revue africaine. Abou El Kacem Saâdallah a également signalé les livres préservés par une dame nommée Fatima Bent Djebour, parmi lesquels une copie de l'œuvre d'Al-Suyuti et une copie de l'œuvre d'Ibn al-Jawzi.

### Architecture
Georges Marçais et William Marçais expliquent qu'à l'origine, la structure servait de tombeau avant d'être transformée en mosquée. Elle se compose d'une chambre simple avec une seule nef alignée parallèlement au mihrâb, comportant trois arcs : un arc central en plein cintre flanqué de deux arcs brisés.
La niche du mihrâb, de faible profondeur, est encadrée par une petite arcade en plein cintre. Situé dans un renfoncement opposé au mihrâb, le tombeau de la sainte se trouve sur le mur. Le minaret, conçu comme une tour avec un toit de tuile à quatre pentes, est adjacent à la salle de prière, s'élevant légèrement au-dessus de celle-ci. Une seule fenêtre percée dans la tour permet au muezzin d'appeler les fidèles à la prière.